# Sebastiano Fausto
Sebastiano Fausto (Longiano, 1502 – Padova, 1565) è stato un traduttore italiano, autore del primo trattato sulla traduzione (Dialogo del modo de lo tradurre d'una lingua in altra seconda le regole mostrate da Cicerone) in lingua italiana.

## Opere
- Il gentil'huomo del Fausto da Longiano, 1542
- De gl'augurij, e de le soperstitioni de gl'antichi . De gli starnuti. De gli tremori, e salti di ciascuna particella del corpo. Quaranta otto osseruationi regolate al moto de la luna. De le lettere de l'alfabeto. De li dati, 1542
- La discrittione de l'Asia, et Europa di papa Pio II, 1544
- Le tusculane di M. Tullio Cicerone recate in italiano, 1544
- Apoftemmi, 1546
- Dialogo del Fausto da Longiano, del modo de lo tradurre d'vna in altra lingua segondo le regole mostrate da Cicerone, 1556